# Lijst van voetbalinterlands Armenië - Letland
Deze lijst van voetbalinterlands is een overzicht van alle officiële voetbalwedstrijden tussen de nationale teams van Armenië en Letland. De landen speelden tot op heden zes keer tegen elkaar. De eerste ontmoeting, een vriendschappelijke wedstrijd, werd gespeeld in Limasol (Cyprus) op 11 februari 2009. Het laatste duel, een groepswedstrijd tijdens de UEFA Nations League 2024/25, vond plaats op 17 november 2024 in Riga.

## Wedstrijden
| № | Plaats  | Datum            | Competitie                  | Wedstrijd         | Uitslag |
| - | ------- | ---------------- | --------------------------- | ----------------- | ------- |
| 1 | Limasol | 11 februari 2009 | Vriendschappelijk           | Letland – Armenië | 0 – 0   |
| 2 | Riga    | 3 september 2014 | Vriendschappelijk           | Letland – Armenië | 2 – 0   |
| 3 | Jerevan | 19 juni 2023     | EK 2024 kwalificatie        | Armenië – Letland | 2 – 1   |
| 4 | Riga    | 12 oktober 2023  | EK 2024 kwalificatie        | Letland − Armenië | 2 − 0   |
| 5 | Jerevan | 7 september 2024 | UEFA Nations League 2024/25 | Armenië − Letland | 4 − 1   |
| 6 | Riga    | 17 november 2024 | UEFA Nations League 2024/25 | Letland − Armenië | 1 − 2   |

## Samenvatting
| Competitie          | Totaal gespeeld | Winst Armenië | Gelijk | Winst Letland | Doelsaldo Armenië – Letland |
| ------------------- | --------------- | ------------- | ------ | ------------- | --------------------------- |
| EK-kwalificatie     | 2               | 1             | 0      | 1             | 2 − 3                       |
| UEFA Nations League | 2               | 2             | 0      | 0             | 6 − 2                       |
| Vriendschappelijk   | 2               | 0             | 1      | 1             | 0 − 2                       |
| Totaal              | 6               | 3             | 1      | 2             | 8 − 7                       |

Wedstrijden bepaald door strafschoppen worden, in lijn met de FIFA, als een gelijkspel gerekend.

## Details

### Tweede ontmoeting
| Vriendschappelijk (Riga, Letland, 3 september 2014):         |       |         |
| Letland                                                      | 2 – 0 | Armenië |
| Valērijs Šabala 16' Valērijs Šabala 75'                      | goals |         |
| - Debuut van Vitālijs Jagodinskis (FC Hoverla) voor Letland. |       |         |